# Serveur domestique

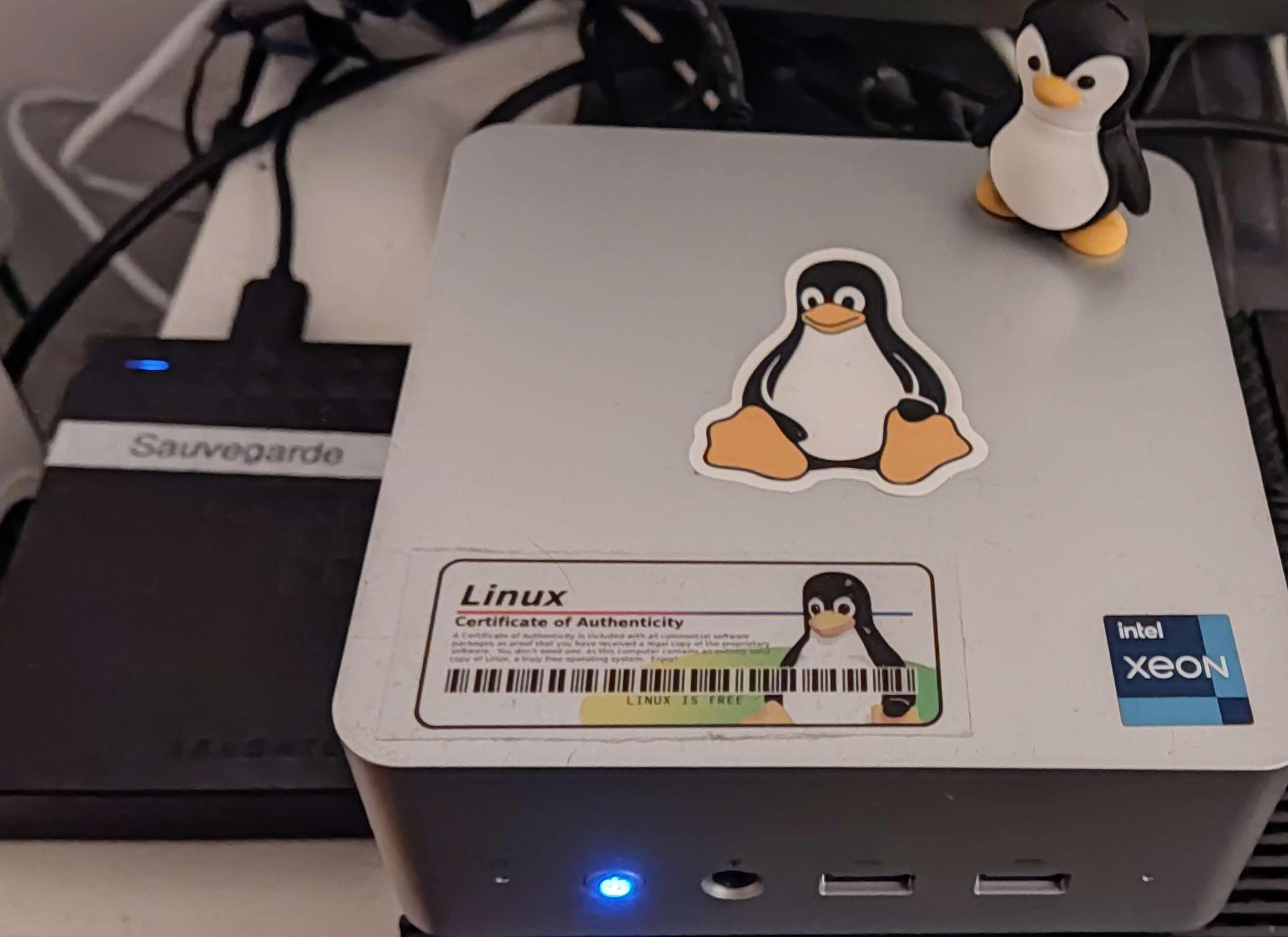
Serveur domestique sous Debian.

Un serveur domestique (ou homelab en anglais) est un serveur informatique situé dans une résidence privée, fournissant des services à d'autres dispositifs à l'intérieur ou à l'extérieur du foyer par le biais d'un réseau informatique local ou de l’Internet. Il a pour objectif de centraliser des services pour une ou plusieurs personnes du foyer, tels que la distribution de fichiers, la gestion de boîtes mail ou de sites web.

## Types
Les serveurs domestiques peuvent être de classés en trois types en fonction de l'usage qu'ils ont :
1. Serveur d'application (ou de services) : ce type de serveur a pour objectif de déployer des applications sur le réseau, telles que des services de messagerie, de jeux, de vidéos ou d'hébergement de sites web. Il dispose pour cela d’une puissance de calcul importante. On le trouve dans le commerce sous les appellations de serveur, mini-serveur ou micro-serveur.
2. Serveur de stockage : ce type de serveur a pour fonction principale de stocker de manière centralisée un ensemble de données, ainsi que d'assurer l'archivage et la sauvegarde. Il est limité en puissance de calcul mais offre une très grande capacité de stockage. On le retrouve souvent sous le nom de NAS ou disque réseau dans le commerce.
3. Serveur hybride (ou polyvalent) : ce serveur combine puissance de calcul et grande capacité de stockage. Ce type de solution, généralement plus coûteux, offre davantage de possibilités. Il peut parfois s’agir d’un serveur d’application équipé d’un DAS.

## Historique
Les serveurs domestiques existent depuis les débuts d'Internet, déployés par des connaisseurs et des pionniers du web. Ils se sont réellement démocratisés dans les années 2008 avec l'arrivée de Windows Home Server proposé par Microsoft, suivi très vite de systèmes spécialisés libres tels qu'OpenMediaVault. Cette démocratisation des systèmes spécialisés provient de besoins récurrents de services internes à une époque où Internet était très lent, ainsi que des difficultés à mettre en place ces solutions pour les non-initiés.
La démocratisation rapide de ces solutions permet à beaucoup de constructeurs d'envisager sérieusement le marché. En février 2008, Synology annonce la version 2.0 de son système propriétaire, marquant un essor du marché pour les différents constructeurs de NAS.
La gamme MicroServer de HPE, vendue à la fois aux particuliers et aux entreprises, a en partie démocratisé l’usage des serveurs à domicile. Elle reste populaire aujourd'hui, car elle intègre des technologies habituellement réservées aux serveurs d’entreprise, tout en étant proposée dans un format très adapté à un usage domestique. Ces serveurs ont notamment été commercialisés au détail pour les particuliers, avec un certain succès autour de l’année 2015. 
De nos jours, les serveurs domestiques sont principalement des serveurs de stockage sur des matériels et logiciels propriétaires tels que ceux de Synology. Une part non négligeable de serveurs domestiques d'application reste encore présente sur des systèmes tels que Debian, Proxmox ou Ubuntu Server.

## Fonctionnement

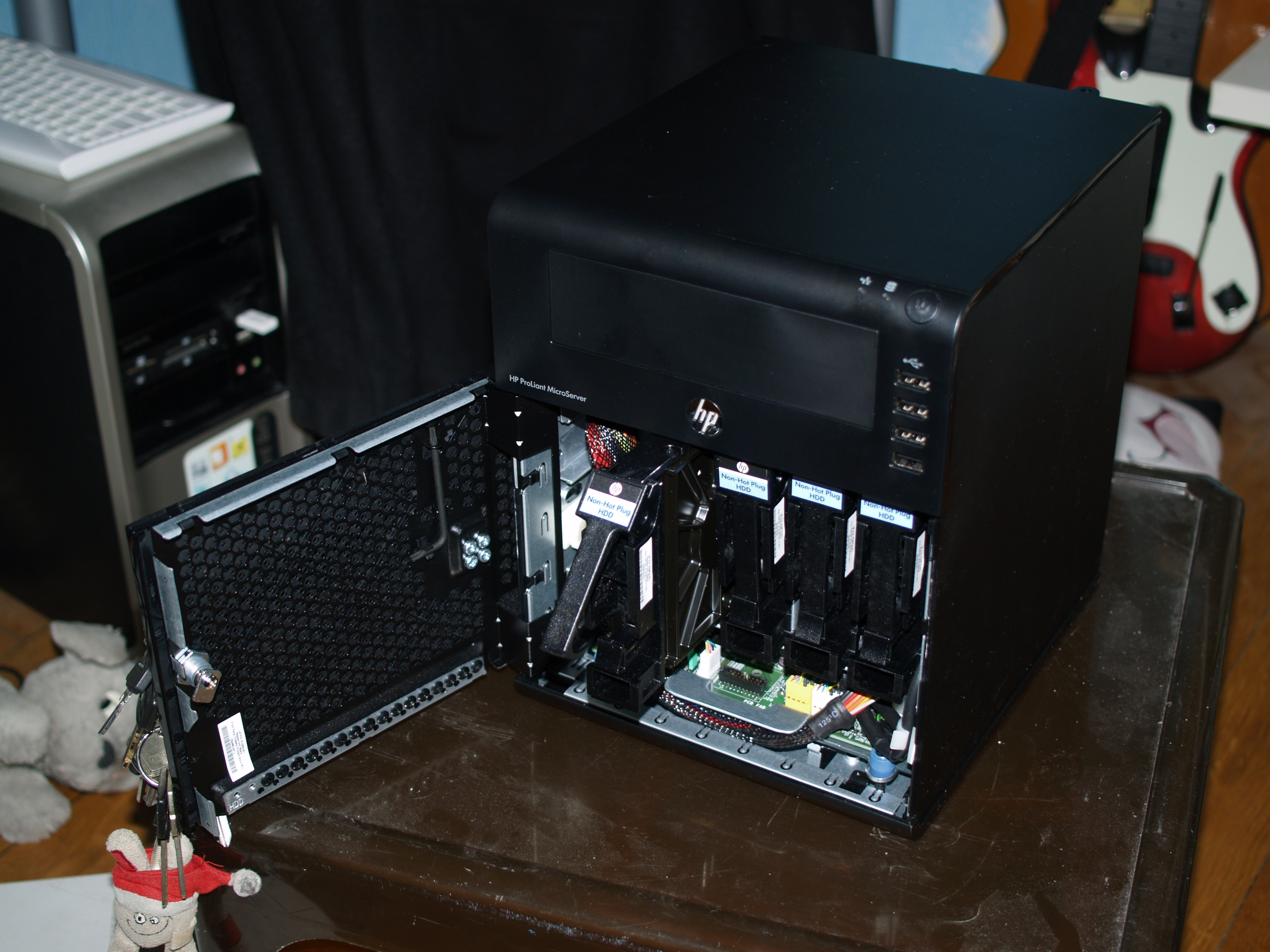
Un HP ProLiant MicroServer, un matériel relativement populaire dans le domaine des serveurs domestiques.

Les serveurs domestiques se comportent de la même façon que les serveurs informatiques classiques. Ils utilisent généralement le même matériel, mais sont conçus pour moins consommer, être moins bruyants et de plus petite taille, il peut s’agir d'un ancien ordinateur personnel du foyer. Ils disposent généralement d'un processeur basse consommation (x86 ou ARM), de RAM et de disques de stockage SSD ou HDD. Certains peuvent également embarquer des puces spécialisées pour accélérer matériellement certaines opérations. Certains sont équipés de processeurs graphiques pour le transcodage vidéo, d'autres de puces dédiées à la redondance ou encore d’accélération cryptographique (AES). Les serveurs domestiques communiquent sur le réseau vers leurs clients via des protocoles courants comme le HTTP pour les applications web, le SMB, le FTP ou le NFS pour le transfert de fichiers. La couverture SSL/TLS est souvent un service offert par les constructeurs pour passer sur Internet.
La majorité des serveurs domestiques fonctionnent sur des versions dérivées de GNU/Linux, assurant à la fois un déploiement facilité et une grande stabilité. Ce choix leur permet de bénéficier d'un très large éventail de services inclus et développés pour le monde des entreprises ou du libre.
Le plus souvent, il s’agit de petits ordinateurs conçus pour fonctionner en continu, afin d’assurer sans interruption la disponibilité de leurs services sur le réseau local ou sur Internet. Il est courant que ces appareils soient équipés de dispositifs de tolérance aux pannes matérielles, comme la mémoire ECC pour la RAM ou des systèmes RAID pour le stockage. D'autres serveurs domestiques ont également bénéficié de nombreux portages logiciels, qu’ils soient tiers ou propriétaires, ce qui a contribué à leur popularité auprès du grand public.

## Utilisation
L'usage principal d'un serveur dans un foyer est le stockage à long terme et la proposition de services courants. L'objectif est souvent soit d'améliorer certains usages ou d'en limiter le coût. Il peut s'agir de débit, de quantité de données ou d'indépendance vis-à-vis d'Internet. Les serveurs domestiques font naturellement partie de la culture du libre, permettant à chacun de disposer de services selon ses besoins librement et en limitant le coût.
En dehors de la dimension économique, les serveurs domestiques sont utilisés pour l'auto-hébergement dans les « Home Labs », permettant ainsi de gérer ses services et de choisir une sélection d'applications, voire d'en développer à titre gratuit. Il suffit pour cela de souscrire à un nom de domaine, de lancer les daemons et de configurer le réseau.
Certains systèmes d’exploitation, comme YunoHost ou divers systèmes propriétaires, permettent l’installation en quelques clics d’un grand nombre d’applications. Cependant, l’usage de systèmes généralistes comme Debian reste très populaire, car ils offrent une plus grande maîtrise du système. Parmi les logiciels couramment installés, les usages les plus répandus sont le partage de fichiers sur le réseau, les services d’applications web, les serveurs de courriels, ou encore les serveurs de jeux. Ces services sont souvent configurables depuis un navigateur par exemple avec Webmin ou via le terminal, en utilisant les protocoles SSH ou Telnet.
Parmi les systèmes d'exploitation propriétaires, on trouve Microsoft Home Server, développé par l’entreprise américaine Microsoft, ainsi que DSM (DiskStation Manager) du constructeur taïwanais Synology et QTS de QNAP. À ces systèmes s’ajoutent des solutions comme UnRAID de Lime Technology, également propriétaire. Du côté des systèmes libres populaires, on retrouve XigmaNAS, TrueNAS (anciennement FreeNAS), YunoHost qui facilite l'auto-hébergement de services web, ainsi que plusieurs distributions GNU/Linux orientées serveurs telles que Debian, Ubuntu Server et Proxmox VE, ce dernier étant particulièrement prisé pour la virtualisation et la gestion de conteneurs.

### Serveur de stockage
Les serveurs de stockage permettent de centraliser les données de tous les utilisateurs en un seul endroit. Cela facilite la gestion des fichiers, la sauvegarde et l'archivage. Des logiciels tels que Nextcloud, OpenMediaVault, TrueNAS, et Synology DSM sont souvent utilisés pour créer des serveurs de stockage domestiques. Ces logiciels offrent des interfaces conviviales pour gérer les fichiers et mettre en place des systèmes de sauvegarde automatique, assurant que les données importantes sont sécurisées et facilement accessibles.

### Serveur web
Un serveur web domestique permet d'héberger des sites internet et des applications web. Les stacks de technologies populaires pour les serveurs web incluent LAMP (Linux, Apache, MySQL, PHP), LEMP (Linux, Nginx, MySQL, PHP), Node.js, et Docker. Ces technologies permettent de créer et de gérer des sites web personnels, des blogs, des forums, et d'autres applications web depuis chez soi, offrant une grande flexibilité et un contrôle total sur les contenus et la configuration du serveur.

### Serveur multimédia
Les serveurs multimédia centralisent et diffusent du contenu multimédia tel que des vidéos, de la musique et des photos à travers différents appareils dans le foyer. Les logiciels comme Plex, Kodi, Emby, et Jellyfin sont couramment utilisés pour créer des serveurs multimédia domestiques. Ils permettent de gérer et de diffuser facilement le contenu multimédia, offrant une solution complète pour le divertissement à domicile. Ces serveurs peuvent également être configurés pour transcoder le contenu, assurant une lecture fluide sur divers dispositifs, même ceux ayant des capacités de traitement limitées.

### Serveur de jeux
Les serveurs de jeux domestiques permettent d'héberger des jeux multijoueurs, offrant une expérience de jeu stable et personnalisée. Cela permet aux joueurs de jouer ensemble en réseau local ou en ligne avec des amis, sans dépendre de serveurs publics souvent saturés ou instables. Des logiciels tels que Minecraft Server, SteamCMD, et les serveurs pour Valheim, Terraria, et Ark: Survival Evolved sont couramment utilisés pour créer des environnements de jeu adaptés aux préférences des utilisateurs. 

### Serveur d'automatisation
Les serveurs d'automatisation domestiques jouent un rôle central dans la gestion des tâches domestiques et de l'internet des objets (IoT). Ils permettent de contrôler et d'automatiser les appareils connectés dans la maison, comme l'éclairage, le chauffage, et les systèmes de sécurité. Des logiciels comme Home Assistant, openHAB, et Domoticz sont populaires pour la mise en place de ces systèmes. Ces outils permettent de créer des scénarios automatisés qui améliorent le confort et la sécurité du foyer, tout en optimisant l'efficacité énergétique.

### Serveur de virtualisation et conteneurs
Les serveurs domestiques dédiés à la virtualisation et aux conteneurs offrent une plateforme simple d’utilisation permettant d’héberger plusieurs systèmes sur un même matériel. Par exemple, il est possible d’exécuter plusieurs instances de Debian, chacune configurée différemment selon l’usage souhaité. Les logiciels les plus populaires dans ce domaine sont Proxmox, Docker et ESXi de VMware. Bien que cet usage reste peu répandu auprès du grand public, certains grands fabricants proposent des solutions équivalentes intégrées à leurs systèmes propriétaires, comme Virtual Machine Manager (VMM) de Synology.

### Serveur de courriels
Les serveurs de courriel constituent un type d’usage que les serveurs domestiques peuvent parfaitement prendre en charge, notamment en fournissant aux utilisateurs du foyer des adresses e-mail accessibles sur Internet. Ce type de solution offre une plus grande liberté, en particulier en ce qui concerne l’espace de stockage des messages. Bien qu’ils soient intégrés à la majorité des systèmes propriétaires, les serveurs de courriel peuvent également être configurés manuellement. L’un des logiciels les plus couramment utilisés dans ce contexte est Roundcube, que ce soit sur un serveur auto-hébergé ou sur un appareil vendu prêt à l’emploi.

### Serveur torrent
Le téléchargement et la diffusion de fichiers via des réseaux pair-à-pair (P2P) représentent un usage fréquent des serveurs domestiques. Ces derniers tirent parti de leur fonctionnement en continu et de leur grande capacité de stockage pour recevoir ou partager automatiquement des fichiers souhaités par les utilisateurs du foyer. Parmi les logiciels les plus populaires pour ce type de service, on retrouve qBittorrent, BitTorrent, et Deluge, ce dernier disposant d’une interface web particulièrement bien adaptée pour un contrôle à distance depuis un autre appareil.

### Serveur VPN
Les serveurs VPN domestiques peuvent remplir deux rôles principaux : permettre une connexion à distance au réseau du domicile via Internet, ou bien permettre l’utilisation de l’adresse IP du domicile pour un usage spécifique. Relativement simples à mettre en place, ils sont souvent accessibles en quelques clics sur la plupart des systèmes propriétaires. Les protocoles les plus couramment utilisés pour ce type de service sont WireGuard, PPTP et OpenVPN, tous largement déployés dans les environnements domestiques.

### Serveur de base de données
Certaines applications nécessitent l’usage de bases de données afin de conserver durablement leurs informations, tout en assurant une organisation structurée et de bonnes performances. Pour répondre à ce besoin, il peut être pertinent d’installer un moteur de base de données sur un serveur domestique. Parmi les solutions les plus populaires, on trouve les bases relationnelles MySQL et MariaDB, ainsi que des bases orientées documents ou en mémoire comme MongoDB et Redis. La grande majorité de ces moteurs est disponible à la fois sur des systèmes propriétaires et libres.

## Marché
Le marché des serveurs domestiques est dominé par deux acteurs principaux, Synology et QNAP, qui proposent des produits similaires. Souvent commercialisés comme des « NAS », ces serveurs domestiques sont capables, depuis quelque temps, d’héberger des applications lourdes grâce à un matériel plus puissant qu’auparavant. Ils peuvent ainsi être pleinement considérés comme des serveurs hybrides. Ces deux entreprises ont gagné des parts de marché grâce à des innovations logicielles sur leurs systèmes propriétaires, qui se révèlent plus développés que ceux de leurs concurrents, tels qu’Asustor, Thecus, Zyxel ou Microsoft. En dépit de l’avance historique de Microsoft dans la distribution de logiciels, notamment avec son Home Server, la quasi-totalité des serveurs domestiques vendus dans le commerce fonctionnent aujourd'hui avec des systèmes dérivés propriétaires de GNU/Linux, ou plus rarement de BSD. Ces systèmes constituent d’ailleurs une part importante de la valeur ajoutée de ces produits.
Ces serveurs sont conçus pour être peu gourmands en énergie, silencieux, et se présentent sous diverses formes. Le plus souvent, il s’agit de petits boîtiers capables d’accueillir de deux à huit disques durs, dotés d’un panneau de LED. Il existe aussi des formats plus rares, comme les serveurs ultra-compacts, à l’image du Wireless Media Drive de SanDisk.
Depuis au moins dix ans, le marché des serveurs domestiques est mis en concurrence avec celui des ordinateurs personnels, notamment en raison de la simplicité d’installation de systèmes d’exploitation libres capables de remplir les mêmes fonctions. Toutefois, la faible consommation garantie par les constructeurs et la convivialité des logiciels propriétaires ont permis au marché de se préserver en partie de cette concurrence. D'autres entreprises ont abordé cette problématique différemment, en permettant à leurs utilisateurs d’installer le système d’exploitation de leur choix.